# August Borsig
Johann Friedrich August Borsig (født 23. juni 1804 i Wrocław, død 6. juli 1854 i Berlin) var en tysk erhvervsmand og grundlægger af Borsig-værket, der hovedsageligt producerede damplokomotiver.